# Hunbeorht (Elmham)
Hunbeorht (auch Humbertus oder Humbryct; † 20. November 870) war Bischof von Elmham. Er wurde zwischen 816 und 824 zum Bischof geweiht und trat sein Amt im selben Zeitraum an. Er starb am 20. November 870. Das Amt des Bischofs von Elmham wurde danach nicht mehr besetzt. Erst im 10. Jahrhundert wurden die beiden Bistümer Elmham und Dunwich zusammengelegt.